# Hans van den Broek

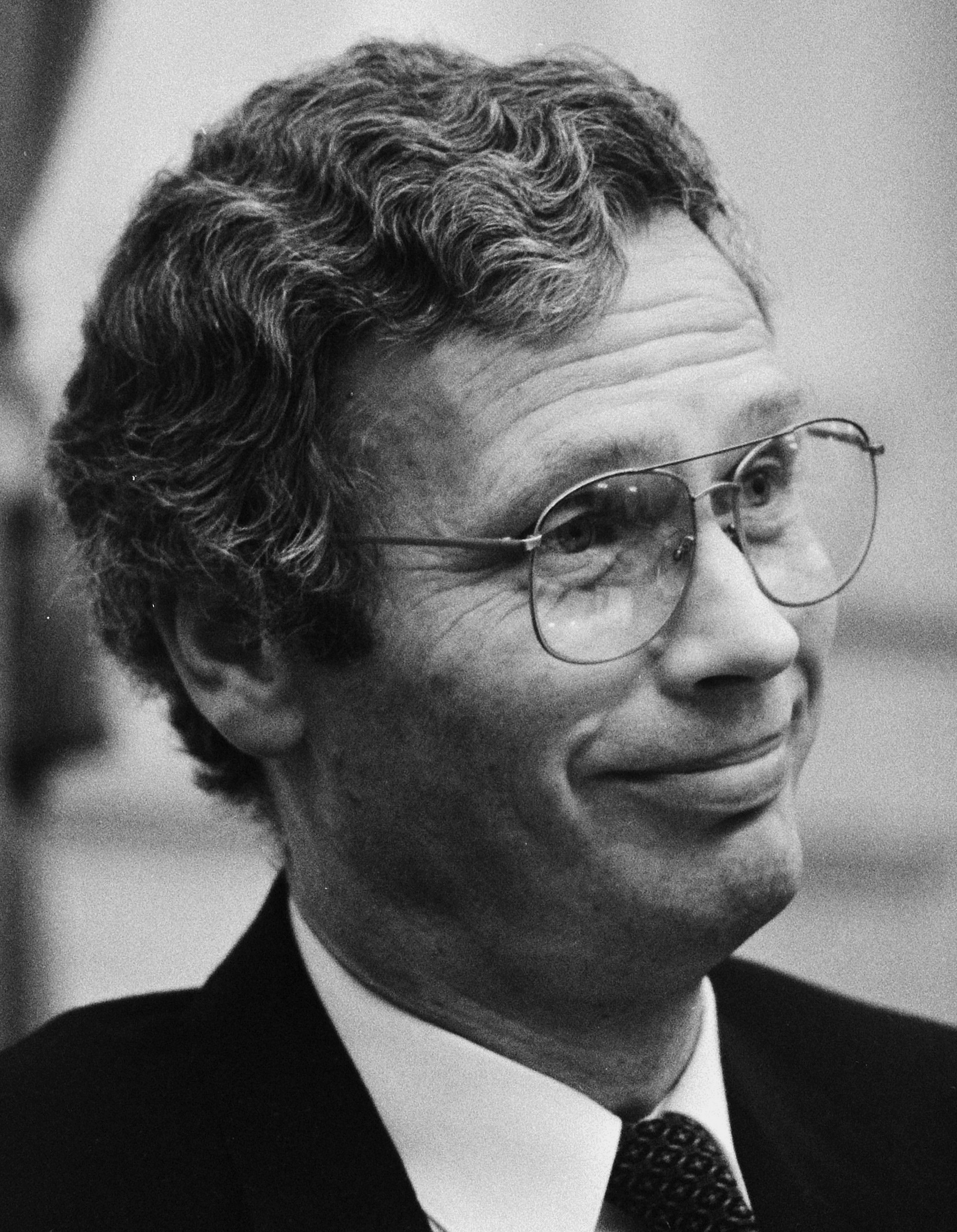
Hans van den Broek (1983)

Henri (Hans) van den Broek (* 11. Dezember 1936 in Paris; † 22. Februar 2025) war ein niederländischer Politiker des Christen-Democratisch Appèl (CDA). Er war von 1982 bis 1993 Außenminister der Niederlande und von 1993 bis 1999 EU-Kommissar.

## Leben
Hans van den Broek war der Sohn des Journalisten Hendrik van den Broek (1901–1959), der während der Besatzung der Niederlande im Zweiten Weltkrieg den Exilsender Radio Oranje leitete und später Direktor des niederländischen Auslandssenders Radio Nederland Wereldomroep war. Er wuchs deshalb während der Kriegsjahre in London und danach in Hilversum auf. Nach dem Jurastudium an der Universität Utrecht war er ab 1965 zunächst als Anwalt in einer Kanzlei in Rotterdam tätig. 1969 wurde er Direktionssekretär bei der Tochtergesellschaft des deutschen Kunstfaserherstellers Enka-Glanzstoff in Arnhem, wo er von 1973 bis 1976 kaufmännischer Leiter der Produktionsgruppe Industriegarne war.
Seine politische Laufbahn begann er in der Katholischen Volkspartei (KVP), für die er von 1970 bis 1974 im Stadtrat von Rheden saß. Von 1976 bis 1981 gehörte er der Zweiten Kammer des niederländischen Parlaments an. Die KVP ging 1980 mit zwei anderen christlichen Parteien im Christen-Democratisch Appèl (CDA) auf, dem van den Broek anschließend angehörte. Er war von September 1981 bis November 1982 Staatssekretär im niederländischen Außenministerium (unter Max van der Stoel und Dries van Agt), zuständig für europäische Zusammenarbeit.
Im November 1982 wurde er als Außenminister in die Regierung von Ruud Lubbers berufen. Dieses Amt übte er bis Anfang 1993 aus. Während des Zerfalls Jugoslawiens setzte er sich auf dem EG-Gipfeltreffen in Lissabon im Februar 1991 für die Anerkennung der Republik Mazedonien (heutiges Nordmazedonien) ein. Dies löste wütende Reaktionen in Griechenland und einen zweiwöchigen Boykott niederländischer Produkte aus. In der zweiten Jahreshälfte 1991 hatten die Niederlande den Vorsitz im EG-Ministerrat, van den Broek war damit Vorsitzender im Rat für Allgemeine Angelegenheiten und bemühte sich in dieser Funktion um eine Beendigung des Jugoslawienkriegs (der jedoch noch jahrelang fortgeführt wurde). Zusammen mit Ministerpräsident Lubbers war er Gastgeber bei der EG-Gipfel in Maastricht im Dezember 1991, der zum Vertrag von Maastricht und damit zur Bildung der Europäischen Union als nicht nur wirtschaftlicher, sondern auch politischer Gemeinschaft führte.
Nach Inkrafttreten des Maastricht-Vertrags war van den Broek von 1993 bis 1999 Mitglied der Europäischen Kommission. In den Kommissionen Delors III und Santer war er zuständig für Außenbeziehungen, die Gemeinsame Außen- und Sicherheitspolitik sowie die Beziehungen zu den europäischen Nachbarländern und Beitrittskandidaten in Mittel- und Osteuropa. Damit war er maßgeblich für die Vorbereitung der EU-„Osterweiterung“ verantwortlich, die (nach dem Ende seiner Amtszeit) 2004 erfolgte. Im März 1999 trat die gesamte Kommission Santer nach Korruptionsvorwürfen zurück (die aber nicht van den Broek persönlich betrafen), geschäftsführend behielt er sein Amt noch in der Übergangskommission Marín bis zum September 1999.
2005 wurde van den Broek der Ehrenrang eines Staatsministers verliehen. Ab 2009 gehörte er dem Beirat der Internationalen Kommission zur Nuklearen Nichtverbreitung und Abrüstung (ICNND) an.
Im Februar 2025 starb er im Alter von 88 Jahren.